# Alain Dithurbide
Pour les articles homonymes, voir Dithurbide.
Alain Dithurbide (né le 18 janvier 1959 à Louey, Hautes-Pyrénées) est un coureur cycliste français, professionnel au début des années 1980.

## Biographie
En 1981, il connaît plusieurs sélections en équipe de France amateurs pour les plus grandes courses par étapes du calendrier. Aligné sur le Tour de Corse, il termine ensuite seizième du Circuit de la Sarthe (quatrième de la troisième étape), puis il est au Tour des Régions Italiennes, (cinquième d'une étape) avant de prendre la trente-cinquième place de la Course de la Paix (cinquième d'une étape). En fin de saison, il est vingt-deuxième du Tour du Limousin ou il termine cinquième de la quatrième étape avant d'être aligné sur l'Étoile des Espoirs où il termine cinquième de la deuxième étape.
Dans les rangs professionnels, il commence la saison 1982 par une huitième place dans le Tour du Haut-Var, mais sera discret par la suite. 
En 1983, outre ses deux victoires citées plus bas, on retient des deuxièmes places d'étapes dans la sixième étape du Tour de l'Avenir et dans la cinquième étape de l'Étoile des Espoirs. Il termine cette même année, quatrième de la Route du Berry et huitième du Tour du Limousin.
Ces résultats ne lui permettent cependant pas d'être conservé dans l'équipe La Redoute-Motobécane.
En 1984, il partage sa saison entre l'équipe de l'Union nationale des cyclistes professionnels (UNCP) et celle du Sporting de Lisbonne. Il obtient au Portugal une petite victoire d'étape dans une obscure course par étapes avant de connaître la joie d'être aligné dans le Tour de France 1984. Il disparaît du peloton professionnel après ce Tour de France.
À plus de 50 ans, il pratique toujours le cyclisme de compétition en 2e catégorie FFC à Tarbes.

## Palmarès

### Amateur
| - Amateur - 1975-1981 : 50 victoires - 1975 - Championnat de France FSGT cadets - 1978 - Championnat de France ASSU séniors - Une étape du Tour du Béarn - 1979 - Boucles de la Cère - 2e des Boucles du Tarn - 1980 - Une étape du Circuit de Saône-et-Loire - Une étape du Tour de La Réunion - 1981 - Troyes-Dijon - 2e du championnat interrégional | - 1985 - 2e du Circuit de la Chalosse - 3e du Tour du Béarn - 1986 - 3e du Tour du Béarn - 1987 - Tarbes-Sauveterre - Boucles du Comminges - 3e du Circuit du Marensin - 1988 - 3e du championnat de Midi-Pyrénées - 1989 - 2e du championnat de Midi-Pyrénées |  |

### Professionnel
| - 1983 - Boucles des Flandres - 1re étape du Tour du Limousin | - 1984 - 1re étape du Grand Prix Abimota |  |

## Résultats sur les grands tours

### Tour de France
1 participation
- 1984 : 83e